# DiverXO
DiverXO és un restaurant ubicat al barri de Cuatro Caminos de Madrid que obrí les portes l'any 2007, i està dirigit pel cuiner madrileny David Muñoz Rosillo, també conegut com Dabiz Muñoz, que fou escollit millor cuiner del món en 2021.
El restaurant DiverXO és un restaurant de cuina fusió que ha rebut tres estrelles Michelin, la primera el 2010, la segona el 2012 i la tercera el 2014. Poc a poc ha anat escalant posicions i actualment es troba a la llista dels millors restaurants del món.
L'any 2022 DiverXO fou considerat per la revista britànica The Restaurant Magazine com el quart millor restaurant del món a The World's 50 Best Restaurants. Una categoria que pasaria al tercer lloc l'any 2023.